# Anna Pajonk
Anna Pajonk (* 13. Januar 1900 in Kattowitz; † 4. März 1943 in Berlin-Plötzensee, Geburtsname: Anna Lerch) ist ein als Spionin hingerichtetes NS-Opfer.

## Leben
Anna Lerch wurde als Tochter eines deutschen Polizeibeamten in Kattowitz geboren. 1924 heiratete sie den Dekorateur Karl Pajonk, der wie ihr Bruder Franz Lerch ab Herbst 1930 für den polnischen Auslandsnachrichtendienst arbeitete. Ihr Mann und ihr Bruder wurden bereits im Februar 1931 verhaftet und am 11. September 1931 vom Oberlandesgericht Breslau wegen versuchten „Landesverrats und Passvergehens“ zu Gefängnisstrafen verurteilt. Anna Pajonk arbeitete in der Folgezeit ebenfalls für den polnischen Nachrichtendienst. Nach der Entlassung ihres Ehemannes und des Bruders fungierte sie als Kurierin zwischen den beiden und den Offizieren des Nachrichtendienstes. Sie übermittelte Aufträge und gab Erkenntnisse weiter. Bei Kriegsbeginn am 9. September 1939 wurden sie festgenommen. Anna Pajonk wurde am 10. November 1942 vom 3. Senat des Volksgerichtshofs wegen Landesverrats zum Tode verurteilt und am 4. März 1943 in der Strafanstalt Berlin-Plötzensee hingerichtet.
Franz Lerch und Karl Pajonk wurden ebenfalls wegen Landesverrats verurteilt, von Karl Pajonk ist bekannt, dass er am 19. Oktober 1943 in das KZ Mauthausen überführt wurde und dort vermutlich umkam.